# Grandes éxitos (álbum de Hechizo)
Grandes éxitos es el primer álbum recopilatorio del grupo de cumbia chileno Hechizo, lanzado en 1999 por el sello Naranja Records.  
Además de incluir sus principales éxitos, incluyen temas inéditos que lograron gran éxito en Chile como «Me enamoré de ti», «Gitana» y «Mi mejor canción». Además consolidó al grupo dentro de la escena musical por su puesta en vivo y por la inclusión de canciones propias, algo poco usual en los grupos de cumbia sound/tropical andino.

## Lista de canciones
- Todos los temas escritos por Mauricio Guerra.[1]
- Voz solista: Felipe Caballero, excepto donde se indique.

| N.º | Título                                                  | Álbum original       | Duración |  |
| 1.  | «Me enamoré de ti»                                      | Tema inédito         | 3:09     |  |
| 2.  | «Gitana»                                                | Tema inédito         | 3:54     |  |
| 3.  | «Mi mejor canción»                                      | Tema inédito         | 4:03     |  |
| 4.  | «Cupido»                                                | Mirada azul (1998)   | 2:45     |  |
| 5.  | «Romance ilegal»                                        | Mirada azul (1998)   | 3:13     |  |
| 6.  | «Con las manos en la masa» (voz solista: Rodolfo Yáñez) | Tema inédito         | 3:04     |  |
| 7.  | «Escríbeme»                                             | Grupo Hechizo (1997) | 3:30     |  |
| 8.  | «Tímido»                                                | Grupo Hechizo (1997) | 3:27     |  |
| 9.  | «La temporera»                                          | Grupo Hechizo (1997) | 3:47     |  |
| 10. | «No voy a llorar»                                       | Mirada azul (1998)   | 3:03     |  |
| 11. | «Reconócelo»                                            | Tema inédito         | 3:39     |  |
| 12. | «Amor platónico»                                        | Grupo Hechizo (1997) | 3:05     |  |
| 13. | «Nadie»                                                 | Mirada azul (1998)   | 3:23     |  |
| 14. | «Estás jugando conmigo»                                 | Mirada azul (1998)   | 3:18     |  |

## Músicos

### Grupo Hechizo
- Felipe Caballero: voz líder
- José "Charly" Pizarro: animación y coros
- Mauricio "Cacho" Regodeceves: animación y coros
- Rodolfo Yáñez: teclados, segunda voz y coros
- Mauricio Guerra: guitarra
- Carlos Campos: batería y programación
- Julio Araya: bajo

### Músicos invitados
- Patricio Tello: guitarra en «Gitana» y «Mi mejor canción»
- Luis "Michael" Catalán: percusión[2]